# Analbuminemia
Analbuminemia – rzadkie schorzenie genetyczne, o dziedziczeniu autosomalnym recesywnym, polegające na braku albumin w surowicy krwi.
U chorych stwierdza się uogólnione obrzęki spowodowane brakiem albumin i zmniejszeniem ciśnienia onkotycznego. Poziom białka całkowitego wynosi 45 – 60 g/l, u chorych dochodzi do zwiększenia stężenia cholesterolu i trójglicerydów.
W leczeniu stosuje się statyny celem korekcji zaburzeń lipidowych. W ciężkich przypadkach można stosować powtarzane przetoczenia albumin.